# Puccinia abrupta
Puccinia abrupta ist eine Ständerpilzart aus der Ordnung der Rostpilze (Pucciniales). Der Pilz ist ein Endoparasit der Korbblütlergattung Viguiera. Symptome des Befalls durch die Art sind Rostflecken und Pusteln auf den Blattoberflächen der Wirtspflanzen. Sie ist in Süd- und Mittelamerika verbreitet.

## Merkmale

### Makroskopische Merkmale
Puccinia abrupta ist mit bloßem Auge nur anhand der auf der Oberfläche des Wirtes hervortretenden Sporenlager zu erkennen. Sie wachsen in Nestern, die als gelbliche bis braune Flecken und Pusteln auf den Blattoberflächen erscheinen.

### Mikroskopische Merkmale
Das Myzel von Puccinia abrupta wächst wie bei allen Puccinia-Arten interzellulär und bildet Saugfäden, die in das Speichergewebe des Wirtes wachsen. Ihre Spermogonien und Aecien sind unbekannt. Die beid- oder überwiegend oberseitig auf den Wirtsblättern und an Stängeln wachsenden Uredien des Pilzes sind dunkel zimtbraun. Ihre kastanien- bis zimtbraunen Uredosporen sind 20–25 × 18–22 µm groß, ei- bis leicht urnenförmig und stachelwarzig. Die beidseitig oder auf Stängelgallen wachsenden Telien der Art sind schwarzbraun, pulverig und unbedeckt. Die kastanienbraunen Teliosporen sind zweizellig, in der Regel breitellipsoid und 35–44 × 26–31 µm groß. Ihre Stiele sind farblos und bis zu 130 µm lang.

## Verbreitung
Das bekannte Verbreitungsgebiet von Puccinia abrupta reicht von Südamerika bis nach Arizona.

## Ökologie
Die Wirtspflanzen von Puccinia abrupta sind Viguiera dentata, V. sylvatica und V. tenuis. Der Pilz ernährt sich von den im Speichergewebe der Pflanzen vorhandenen Nährstoffen, seine Sporenlager brechen später durch die Blattoberfläche und setzen Sporen frei. Die Art durchläuft einen Entwicklungszyklus, von dem bislang nur Telien und Uredien sowie deren Wirt bekannt sind; Spermogonien und Aecien konnten ihr nicht zugewiesen werden.

## Bedeutung
Puccinia abrupta wird auch zur Biologischen Schädlingsbekämpfung  des invasiven Korbblütlers Parthenium hysterophorus in Australien und Südafrika verwendet.